# Bernhard Roetzel

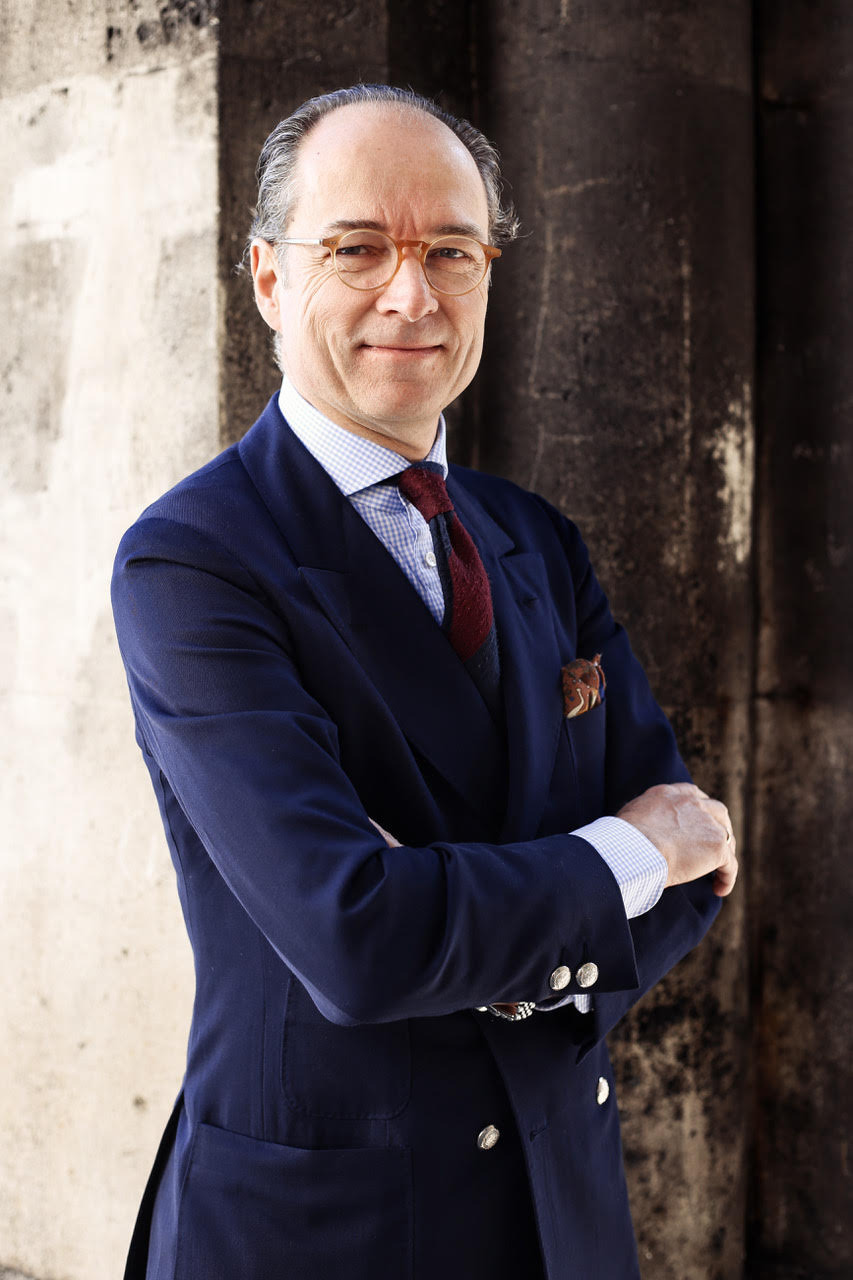
Bernhard Roetzel

Bernhard Roetzel (* 17. August 1966 in Hannover) ist ein deutscher Autor für Fragen des Lebensstils.

## Leben
Bernhard Roetzel studierte Grafik-Design in Hannover. Er arbeitete als Werbetexter, PR-Berater und Drehbuchautor in Hamburg, Frankfurt und Köln. Seit 1998 ist er freier Journalist und Autor. Er schreibt u. a. für Men’s Health, GQ und Tweed zu Fragen des Lebensstils und der Bekleidung. Er vertritt in Bekleidungsfragen das Ideal des klassisch angezogenen Gentlemans. Sein erstes Buch wurde in achtzehn Sprachen übersetzt.
Roetzel hat einen Teil seiner Ratgeberbücher zusammen mit Claudia Piras verfasst.

## Schriften (Auswahl)
- Der Style-Guide: Moderatgeber für Männer. Profitipps rund ums Outfit, die besten Looks, die richtigen Shopping-Strategien. Rowohlt, Reinbek 2002
- mit Claudia Piras: Mein wunderbarer Kleiderschrank. Der Styleguide für Frauen. Wunderlich, Reinbek 2003
- mit Claudia Piras: Der gute Stil. 500 Styling-Tipps für ihn. Rowohlt, Reinbek 2007
- Mann, benimm dich! Rowohlt, Reinbek 2007
- mit Claudia Piras und Rupert Tenison: Traditional Style. Wohnkultur auf den Britischen Inseln. h.f.ullmann publishing GmbH, Potsdam 2014
- Der Gentleman: Handbuch der klassischen Herrenmode. h.f.ullmann publishing GmbH, Potsdam 2012
- Mode Guide für Männer. h.f.ullmann publishing GmbH 2012
- Schuh Guide für Männer. h.f.ullmann publishing GmbH 2013
- Der Gentleman nach Maß: Maßgeschneiderte Herrenkleidung. h.f.ullmann publishing GmbH 2014
- Der Gentleman: Das Standardwerk der klassischen Herrenmode. Aktualisierte Neuauflage, h.f.ullmann publishing GmbH 2019
- Herrenschuhe nach Maß. h.f.ullmann publishing GmbH 2019